# Abengibre
Abengibre est une commune espagnole située dans la province d'Albacete dans la communauté autonome de Castille-La Manche.

## Histoire
Les origines d'Abengibre ne sont pas claires et deux théories existent. La première situe les origines de la ville à l'époque musulmane, au IXe siècle. La seconde fait remonter la fondation de la localité par les Ibères, avant la romanisation. En 1934, sur le site de la « vallée des Vignes » a été découvert un ensemble de vaisselle d'argent ciselé, le trésor d'Abengibre, remontant à plus de 2 500 ans. Ses inscriptions ont fourni des informations au sujet de l'alphabet ibère.

## Administration
| Période                                  | Période  | Identité              | Étiquette | Qualité |
| ---------------------------------------- | -------- | --------------------- | --------- | ------- |
| 2015                                     | 2023     | Diego Pérez González  | PSOE      |         |
| 2023                                     | En cours | Javier García Cebrián | PP        |         |
| Les données manquantes sont à compléter. |          |                       |           |         |